# Ecnomus nodosus
Ecnomus nodosus är en nattsländeart som beskrevs av Wolfram Mey 1990. Ecnomus nodosus ingår i släktet Ecnomus och familjen trattnattsländor. Inga underarter finns listade i Catalogue of Life.